# Adolphe Van den Wiele
Adolphe Jean Charles Van den Wiele (Mechelen, 10 juni 1803 - Brussel, 13 augustus 1843) was een Belgisch katholiek politicus.

## Levensloop
Van den Wiele was de enige zoon van Jean-Baptiste Van den Wiele (1773-1830) en Marie-Petronille De Nelis (1782-1850). Jean-Baptiste, zoon van de burgemeester van Mechelen Aimé Jean-Baptiste van den Wiele, verkreeg in 1822 opname in de erfelijke adel. Jonkheer Adolphe bleef vrijgezel.
Hij werd in oktober 1830 gemeenteraadslid en schepen van Mechelen. In 1834 werd hij verkozen tot katholiek volksvertegenwoordiger voor het arrondissement Mechelen. Hij haalde het met twee stemmen op de andere kandidaat Charles Mast, burgemeester van Lier. Mast werd het jaar daarop toch volksvertegenwoordiger, in opvolging van François Domis. Adolphe vervulde zijn mandaat tot in 1837.